# Störtebeker Braumanufaktur
Vous pouvez aider à l'améliorer ou bien discuter des problèmes sur sa page de discussion.
- Il ne cite pas suffisamment ses sources. Vous pouvez indiquer les passages à sourcer avec {{référence nécessaire}} ou {{Référence souhaitée}}, et inclure les références utiles en les liant aux notes de bas de page. (Marqué depuis mai 2021)
- Il contient une ou plusieurs listes. Le texte gagnerait à être rédigé sous la forme d’un ou plusieurs paragraphes synthétiques, afin d’être plus agréable à lire. (Marqué depuis mai 2021)

- Archive Wikiwix
- Bing
- Cairn
- DuckDuckGo
- E. Universalis
- Gallica
- Google
- G. Books
- G. News
- G. Scholar
- Persée
- Qwant
- (zh) Baidu
- (ru) Yandex
- (wd) trouver des œuvres sur Wikidata

La Störtebeker Braumanufaktur est une brasserie à Stralsund, dans le Land de Mecklembourg-Poméranie-Occidentale.

## Histoire
La Stralsunder Vereinsbrauerei est fondée en 1827 et est le fournisseur de la Cour pour les stations balnéaires de la Baltique. En raison de la demande croissante, un nouveau bâtiment est construit sur Greifswalder Chaussee, avec les dernières technologies, par exemple l'une des premières machines frigorifiques Linde.
Après la Seconde Guerre mondiale, la société est maintenue et devient une Volkseigener Betrieb dans les années 1950. La technologie obsolète et la mauvaise situation de l'approvisionnement en matières premières de haute qualité entraînent une baisse de la qualité et la brasserie connaît un déclin qualitatif et, après le changement politique, également économique.
En 1991, la brasserie est reprise par Nordmann Unternehmensgruppe pour le prix d'achat d'un million de DM. La brasserie est agrandie pour inclure un restaurant, le Braugasthaus Alter Fritz. En 2006, la famille Nordmann déménage son commerce de boissons dans une propriété commerciale sur la Rostocker Chaussee. En 2010, le groupe d'entreprises est scindé entre les frères Nordmann. Depuis lors, la Stralsunder-Brauerei, avec le système de restauration associé, fait partie de Kontor N Vermögensverwaltungs GmbH sous la direction de Jürgen Nordmann. En mai 2010, deux autres cuves de fermentation d'une capacité totale de 120 000 litres sont installées pour la production de Störtebeker Bernstein-Weizen.
En juillet 2012, la brasserie devient membre des Freien Brauer. En 2014, l'ancienne maison de transformation dans les locaux de la brasserie est démolie, créant de l'espace pour de nouvelles cuves de fermentation et de stockage. En avril 2015, douze cuves en acier de près de 14 mètres de haut de la société Ziemann sont installées dans la nouvelle cave de fermentation. En juillet 2016, huit silos à malt de 16 m de haut en tôle d'acier sont installés et en septembre 2016, quatre cuves de fermentation et de stockage de 14 m de haut et 11,7 tonnes d'une capacité de 1 100 hectolitres sont installées. L'expansion est complétée en décembre 2016 par une bouilloire de purée supplémentaire, une cuve de filtration et une cuve d'alimentation en moût.
La brasserie exploite également les installations de restauration de la Philharmonie de l'Elbe à Hambourg depuis octobre 2016 ; la brasserie avait obtenu les droits de service avant la pose de la première pierre.
En juillet 2017, trois autres réservoirs sous pression (un d'une capacité de 390 hl et deux chacun d'une capacité de 300 hl) sont installés en plus des sept réservoirs sous pression existants.
Les ventes, toujours à 100 000 hl par an à l'époque de la RDA, sont tombées à 10 000 hl en 1995. À partir de 1998, la bière est de nouveau mise en bouteille. Les ventes en 2005 sont de 88 000 hl, 65 000 hl en 2008 et 70 000 hl en 2009. En 2015, les ventes sont de 140 000 hl. En 2016, 180 000 hl de boissons Störtebeker sont vendus. En 2018, 280 000 hl hectolitres de bière sont vendus.

## Production
Bières
- Stoertebeker Bernstein-Weizen Alkoholfrei, weizenbier, densité primitive de moût 12,8%, vol. <0,5%
- Stoertebeker Bernstein-Weizen Bio, weizenbier, densité primitive de moût 12,9%, vol. 5,3%, depuis 2002
- Stoertebeker Frei-Bier, Bière naturelle sans alcool brassée d'après la pils, densité primitive de moût 13,0%, vol. <0,5%
- Stoertebeker GlühBierPunsch, spécialité brassicole pour l'hiver, densité primitive de moût 16,5%, vol. 5,0%
- Stoertebeker Schwarz-Bier, schwarzbier, densité primitive de moût 12,5%, vol. 5,0%
- Stoertebeker Pilsener-Bier, pils, densité primitive de moût 11,3%, vol. 4,9%
- Stoertebeker Übersee-Pils, pils, densité primitive de moût, 5,2% vol., depuis le 14 février 2019
- Stoertebeker Keller-Bier 1402, zwickelbier, densité primitive de moût 11,1%, vol. 4,8%
- Stoertebeker Hanse-Porter, porter, densité primitive de moût 12,5% , vol. 4,0%
- Stoertebeker Atlantik-Ale, ale, densité primitive de moût 11,4%, vol. 5,1%, depuis le 26 mars 2012
- Stoertebeker Atlantik-Ale Alkoholfrei, ale densité primitive de moût 11,7% , vol. <0,5%, depuis le 7 août 2018
- Stoertebeker Stark-Bier, Starkbier, densité primitive de moût 16,9%, vol. 7,5%
- Stoertebeker Roggen-Weizen, weizenbier, 12,9% densité primitive de moût, 5,4% vol.
- Stoertebeker Arktik-Ale, ale, depuis le 9 décembre 2016
- Stoertebeker Scotch-Ale, ale/rauchbier, densité primitive de moût 20,5%, vol. 9,0%
- Stoertebeker Baltik-Lager, lager, densité primitive de moût 13,2%, vol. 5,5%, depuis le 15 février 2016
- Stoertebeker Polar-Weizen, weizenbier, 9,5% vol., depuis le 9 décembre 2016
- Stoertebeker Nordik-Porter, porter, vol. 9,1%, depuis le 9 décembre 2016
- Stoertebeker Eis-Lager, lager, vol. 9,8% , depuis le 9 décembre 2016
- Stoertebeker Choco-Porter, porter, densité primitive de moût 16,3%, vol. 5,8%
- Stralsunder Pils, pils, densité primitive de moût 11,3%, vol. 4,9%
- Stralsunder Lager, lager, densité primitive de moût 10,9%, vol. 4,7%
- Stralsunder Traditionsbock, bock, densité primitive de moût 16,3%, vol. 6,5%
- Stralsunder Frühlingsbock, bock, densité primitive de moût 16,3%, vol. 6,5%

Panachés
- Strand-Räuber Bio Quitte, vol. 2,3 %
- Strand-Räuber Bio Quitte, sans alcool
- Strand-Räuber Bio Kirsche, vol. 2,0 %
- Strand-Räuber Bio Zitrone, vol. 2,0 %
- Strand-Räuber Bio Zitrone, sans alcool
- Strand-Räuber Bio Sanddorn, vol. 2,1 %